# جون كيد (طبيب نفسي)
جون كيد (بالإنجليزية: John Cade)‏ هو طبيب نفسي أسترالي، ولد في 18 يناير 1912 في Murtoa ‏ في أستراليا، وتوفي في 16 نوفمبر 1980 في فيتزوري ‏ في أستراليا.